# Josef Zilliken
Josef Zilliken doopnaam: Josef Kaspar (Mayen, 17 september 1872 - Dachau, 3 oktober 1942) was een Duitse priester van het bisdom Trier. Zilliken werd in de tijd van het Derde Rijk slachtoffer van de nationaalsocialistische willekeur en werd na zijn arrestatie in 1942 op transport gesteld naar het concentratiekamp Buchenwald. Na nog een tussentijds verblijf in Sachsenhausen kwam Josef Zilliken in het priesterblok van het concentratiekamp Dachau terecht, waar hij op 3 oktober 1942 stierf.

## Leven en werk

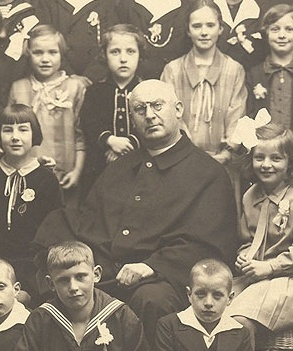
Josef Zilliken in 1918

Josef Zilliken was de zoon van de in Mayen woonachtige klokkenmaker Friedrich Zilliken en Margaretha Klee. Na het gymnasium te hebben doorlopen, studeerde hij filosofie en katholieke theologie aan het bisschoppelijke priesterseminarie te Trier. Op 26 maart 1898 werd hij door bisschop Michael Felix Korum als priester gewijd. Vervolgens werkte hij als kapelaan in Sulzbach, vanaf 1901 als pastoor in Wolfersweiler, vanaf 1905 tot 1922 in Thalexweiler en vanaf 1922 als pastoor van Prüm en al snel daarna als deken.
De zeer vaderlandslievende en loyaal aan de kerk zijnde priester moest niets hebben van de separatistenbeweging, die het Rijnland links van de Rijn van Duitsland wilde afscheiden. De priester keerde zich eveneens tegen het opkomende nazisme in de vroege jaren 1930. Reeds in 1932 klaagde een in Prüm woonachtige tandarts en latere NSDAP-districtleider over Josef Zilliken, omdat die zich publiekelijk negatief uitliet over Hitler en zijn beweging. Al snel kreeg Zilliken een waarschuwing voor het weigeren van het brengen van de Hitlergroet. Zilliken kreeg bovendien drie maanden gevangenisstraf  opgelegd omdat hij de NS-ideoloog Alfred Rosenberg in 1934 in een preek tijdens de jaarwisseling zou hebben beledigd. Om te voorkomen dat de parochie doelwit werd van plaatselijke NS-functionarissen, verzocht Zilliken bisschop Franz Rudolf Bornewasser hem over te plaatsen. In 1937 nam Josef Zilliken de kleine parochie Wassenach bij Maria Laach onder zijn hoede. Ook hier verzette de priester zich tegen het nationaalsocialisme, wat tot verschillende verhoren door de Gestapo en bestraffingen leidde.
In de namiddag van 27 mei 1940 zaten pastoor Josef Zilliken en zijn politiek gelijkgezinde confrater Johannes Schulz uit het naburige Nickenich op het terras van het restaurant Waldfrieden bij Maria Laach, toen daar plotseling Hermann Göring met zijn gevolg als gast verscheen. Terwijl andere aanwezigen onmiddellijk gingen staan en de maarschalk met de Hitlergroet vereerden, bleven de beide priesters rustig zitten zonder het gezelschap verder een blik waardig te keuren. Nog dezelfde avond werden beide priesters in hechtenis genomen en later op transport gesteld. Na een tijdelijk verblijf in de kampen Buchenwald en Sachsenhausen, kwamen beide priesters tegen het einde van 1940 in het priesterblok van het kamp Dachau terecht. Hier werden de twee priesters doelwit van vele pesterijen. Zo werden de priesters voortdurend gedwongen om met gestrekte arm langs een stang met een uniformmuts te marcheren. Die stang met de muts stond moest dan Göring voorstellen. Ook dwongen ze de priesters om ontelbaar vaak strafregels te schrijven met de tekst "Jeder Deutsche ist verpflichtet, den Reichsmarschall zu grüßen"
Vanaf het voorjaar 1942 moest ook de bijna 70-jarige Zilliken dwangarbeid tot volledige uitputting verrichten. Hierboven op kwamen nog het getreiter, de mishandelingen en de uithongering. Verzoeken van het bisdom Trier en familieleden om clementie bleven onbeantwoord. Toen Josef Zilliken ten slotte geheel fysiek was uitgeput, kwam hij in de ziekenbark van Dachau terecht. In het vermoeden dat hij niet terug zou keren, liet hij zich in de kapel van het kamp bedienen met de laatste sacramenten. Zilliken verzocht nog zijn parochianen namens hem te groeten te troosten en verzocht hen te vermanen altijd trouw te blijven aan de katholieke kerk en standvastig te blijven in het christelijke geloof.

## Overlijden en nagedachtenis

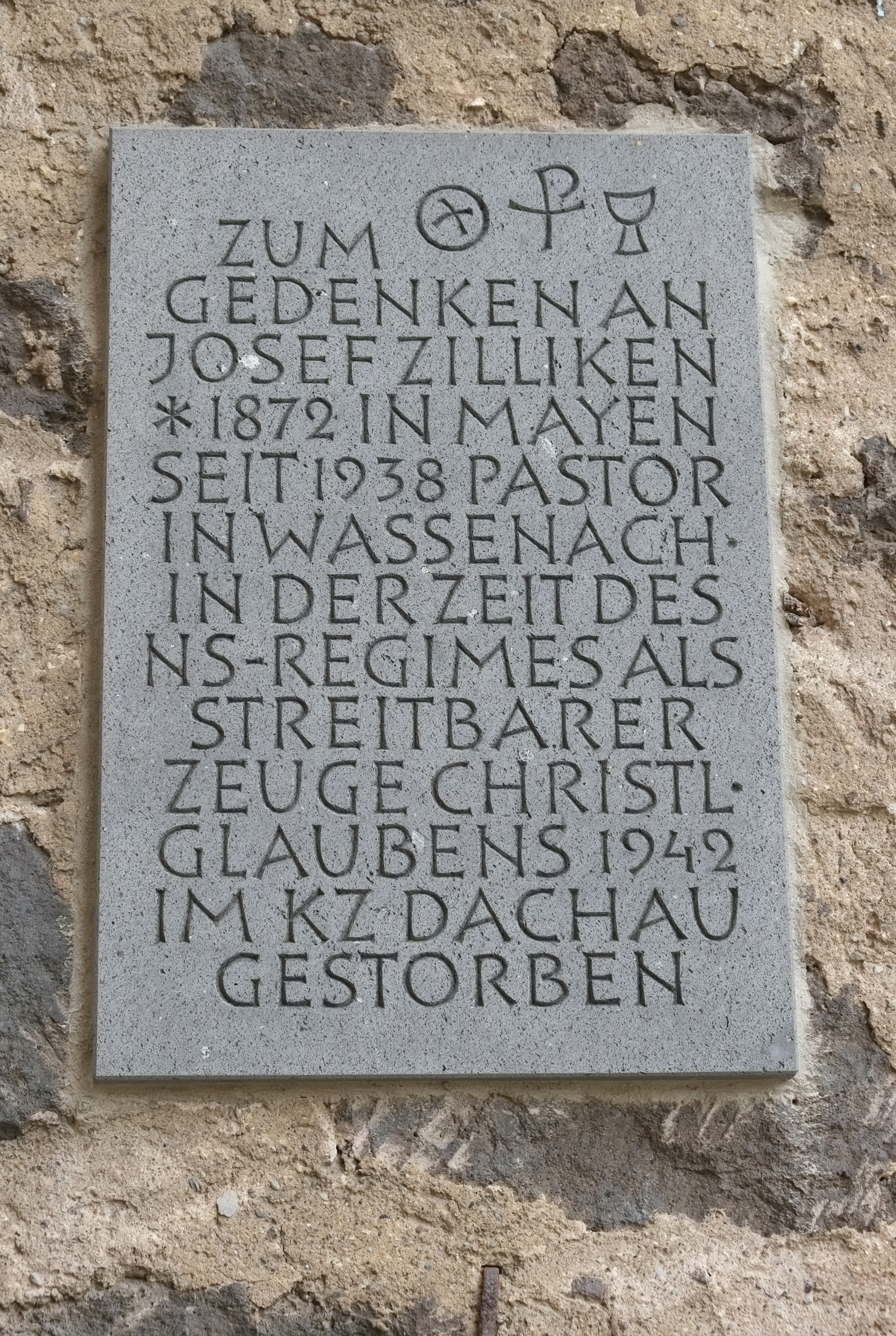
Herdenkingsplaquette aan de Sint-Remigiuskerk van Wassenach

Zilliken stierf op 3 oktober 1942. Als officiële doodsoorzaak werd hartfalen in combinatie met tuberculose opgegeven. Zijn stoffelijke resten werden gecremeerd.
Tien dagen na de dood van Zilligen werd in de parochiekerk van Wassenach in het bijzijn van 60 geestelijken en onder grote belangstelling van de bevolking een requiem voor de priester opgedragen. De urn met de as van de priester werd in november van dat jaar op het plaatselijke kerkhof bijgezet. Na het einde van de oorlog werd de as in het midden van het deel waar de priesters werden begraven ingebed en werd er een straat in Wassenach naar Zilliken vernoemd.
De katholieke Kerk heeft Josef Zilliken als geloofsgetuige in het Duitse Martyrologium van de 20e eeuw opgenomen.
Lange tijd bestond er nog twijfel of de arrestatie van de beide priesters daadwerkelijk op Göring zelf terugging. Ook werd de mogelijkheid opengehouden dat het gebeuren op het terras een welkome kapstok was voor overijverige lokale nazi's, om zich zo te ontdoen van deze twee lastige priesters. In een pas sinds recentere tijden toegankelijk geworden  NKVD-protocol, waarin uitspraken en verklaringen tijdens verhoren van de persoonlijke adjudant van Hitler Otto Günsche en zijn bediende Heinz Linge staan opgetekend, is echter o.a. - als een onbeduidende opmerking – een passage te lezen over een ontmoeting van Hitler met Göring in juni 1940. Daarin staat (vertaald) onder meer:

Ook Göring was in opperbeste stemming. Tijdens het wachten op de auto vertelde hij Hitler over zijn laatste "avontuur". Enkele dagen tevoren had hij een gelegenheid aan de Rijn bezocht. Alle gasten waren opgestaan, maar twee katholieke priesters niet. "Die hebben het echter geweten, ik heb ze naar het concentratiekamp gestuurd", zei Göring lachend. En ik heb bevolen om daar een stang met een oude muts van mij op te stellen. Nu mogen ze elke dag daaraan voorbijmarcheren om er te oefenen in de nationaal-socialistische groet.
— Uit het NKVD-protocol, vertaald citaat volgens de bronvermelding op de website van de parochie Nickenich.

Op de plek waar de aanleiding werd gevonden voor de arrestatie van de priesters, het restaurant Waldfrieden, werd in de zomer van 2010 een herdenkingsplaquette aangebracht. Het werd door de bisschoppen Felix Genn en Stephan Ackermann onthuld. Bisschop Genn stamt oorspronkelijk uit Wassenach, waar Josef Zilliken voor het laatst diende en bisschop Ackermann groeide op in Nickenich, de plaats waar Johannes Schulz voor het laatst diende.